# Tales from Topographic Oceans Tour
Die Tales from Topographic Oceans Tour war eine Konzerttournee der britischen Progressive-Rock-Band Yes, bei der sie ihr Konzept-Doppelalbum Tales from Topographic Oceans  (1973) teilweise in voller Länge aufführte. Die Tournee umfasste insgesamt 79 Konzerte in Europa und Nordamerika.

## Hintergrund
Die Tales from Topographic Oceans Tour startete am 16. November 1973 in Bournemouth und endete am 23. April 1974 in Rom. Auf den Konzerten spielten Yes zunächst die Songs des Vorgängeralbums Close to the Edge in umgekehrter Reihenfolge zum Tracklisting des Albums, gefolgt von allen vier Songs des aktuellen Albums Tales from Topographic Oceans in genauer Albumreihenfolge. Als Zugabe wurde lediglich Roundabout dargeboten. Die komplette Aufführung von Tales from Topographic Oceans geschah nicht unbedingt zur Freude von Rick Wakeman, der sich einerseits schon während der Arbeit an dem Album unzufrieden mit den aus seiner Sicht zu sehr in die Länge gezogenen vier Songs auf dem Album zeigte, andererseits zu Recht befürchtete, dass sich die Zuschauer auf den Konzerten von der Fülle an neuem Material überfordert fühlen könnten. Als Kompromisslösung wurde der zweite Song des Albums, The Remembering (High the Memory), im weiteren Verlauf der Tournee aus dem Set gestrichen, dafür das bereits konzerterprobte Starship Trooper als zweite Zugabe hinzugefügt. Auch die Tourcrew, insbesondere Manager Brian Lane, hatte Yes geraten, The Ancient ebenfalls zu streichen, da sie dachte, es würde das Set in die Länge ziehen, doch vor allem Steve Howe, Chris Squire und Alan White hatten zunehmend Gefallen an der Aufführung des Stücks auf der Bühne gefunden und sprachen sich dagegen aus.
Für die Bühnenshow transportierte die Tourcrew auf dieser Tournee ungefähr viermal so viel Ausrüstung mit wie auf Yes’ vorherigen Touren. Ein besonderer Blickfang auf der Bühne war ein aufwändiges Set, das von Roger Dean und seinem Bruder Martyn entworfen wurde. Sie bestand aus von innen beleuchteten und beweglichen Glasfaserstrukturen über Schlagzeug und Keyboards, die den für die Yes-Alben typischen surrealen Elementen ähnelten, Trockeneiseffekten und einem Tunnel, durch den die Band auf die Bühne kam. Der für die Bühnenbeleuchtung verantwortliche Michael Tait gab geschätzte 10.000 Pfund für die aufwändige Lichtanlage aus und Eddie Offord mischte den Konzertsound der Band mit einem 24-Spur-Mischpult. Alan White behauptete in einem späteren Interview, dass die Bühnenshow dieser Tour die Inspiration für diverse Szenen in der Kult-Mockumentary This is Spinal Tap (1984) gewesen sei.
Insgesamt war die Tournee ein weltweiter Erfolg für Yes. So gab die Gruppe allein fünf ausverkaufte Konzerte im Londoner Rainbow Theatre und auch die nordamerikanische Etappe umfasste je zwei ausverkaufte Shows im New Yorker Madison Square Garden und im Philadelphia Spectrum. Diese positive Resonanz des Yes-Publikums vermochte jedoch nicht Rick Wakemans weiterhin andauernde Frustration mit dem Album und den allabendlichen Konzertabläufen zu lindern. Vor allem sein aufgestauter Ärger über seine Unterbeschäftigung während The Remembering gipfelte schließlich Ende November 1973 bei einem der beiden Auftritte in Manchester, als ihm sein Techniker ein Currygericht brachte, das er auf der Bühne demonstrativ verspeiste. Bill Turner, ein Mitglied er Roadcrew, erinnerte sich, dass Wakeman außerdem dem Publikum mit einer Handpuppe zuwinkte und einen aufziehbaren Spielzeugdinosaurier über die Bühne laufen ließ, wenn ihm langweilig wurde. Jon Anderson gab sich später die Schuld dafür, dass er Wakeman mit seinem Perfektionismus zu sehr vergrault hatte, da er mit einem seiner Keyboardsolos im Set unzufrieden war und ihn ständig gebeten hatte, es zu verbessern. Trotz der Probleme verbesserte sich die Situation laut Wakeman im Verlauf der amerikanischen Etappe, dennoch hatte er bereits im Dezember 1973 ein Bandtreffen einberufen und den anderen Mitgliedern von Yes seine Entscheidung, die Band verlassen zu wollen, mitgeteilt. Sowohl die Band, als auch das Management und die Tourcrew akzeptierten Wakemans Entschluss, überredeten ihn jedoch, die noch verbleibenden Konzerte der Tournee zu Ende zu spielen. Wenige Wochen nach dem Abschluss der Tour wurde Wakemans Ausstieg bei Yes schließlich im Mai 1974 öffentlich bekanntgegeben, sein Nachfolger in der Band wurde Patrick Moraz.

## Liveaufnahmen
Eine Aufnahme von Ritual (Nous Sommes du Soleil) vom 21. April 1974 in Zürich erschien 2016 als Bonustrack auf der von Steven Wilson abgemischten Neuauflage von Tales from Topographic Oceans.

## Setlist

### Beispiel-Setlist
- Intro (Firebird Suite)
- Siberian Khatru
- And You and I
- Close to the Edge
- The Revealing Science of God (Dance of the Dawn)
- The Remembering (High the Memory) (bis zum 28. Februar 1974)
- The Ancient (Giants Under the Sun)
- Ritual (Nous Sommes du Soleil)
- Roundabout
- Starship Trooper (ab 1. März 1974)

## Tourdaten
| Nr.                 | Datum             | Stadt               | Land               | Veranstaltungsort                     | Anmerkungen    |
| Leg 1 – Europa      | Leg 1 – Europa    | Leg 1 – Europa      | Leg 1 – Europa     | Leg 1 – Europa                        | Leg 1 – Europa |
| ------------------- | ----------------- | ------------------- | ------------------ | ------------------------------------- | -------------- |
| 1                   | 16. November 1973 | Bournemouth         | England            | Winter Gardens                        |                |
| 2                   | 17. November 1973 | Bournemouth         | England            | Winter Gardens                        |                |
| 3                   | 18. November 1973 | Bristol             | England            | Hippodrome                            |                |
| 4                   | 19. November 1973 | Portsmouth          | England            | Guildhall                             |                |
| 5                   | 20. November 1973 | London              | England            | Rainbow Theatre                       |                |
| 6                   | 21. November 1973 | London              | England            | Rainbow Theatre                       |                |
| 7                   | 22. November 1973 | London              | England            | Rainbow Theatre                       |                |
| 8                   | 23. November 1973 | London              | England            | Rainbow Theatre                       |                |
| 9                   | 24. November 1973 | London              | England            | Rainbow Theatre                       |                |
| 10                  | 25. November 1973 | Oxford              | England            | New Theatre                           |                |
| 11                  | 26. November 1973 | Leicester           | England            | De Montfort Hall                      |                |
| 12                  | 27. November 1973 | Sheffield           | England            | City Hall                             |                |
| 13                  | 28. November 1973 | Manchester          | England            | Free Trade Hall                       |                |
| 14                  | 29. November 1973 | Manchester          | England            | Free Trade Hall                       |                |
| 15                  | 30. November 1973 | Liverpool           | England            | Empire Theatre                        |                |
| 16                  | 1. Dezember 1973  | Cardiff             | Wales              | Capitol Theatre                       |                |
| 17                  | 2. Dezember 1973  | Stoke-on-Trent      | England            | Trentham Gardens                      |                |
| 18                  | 3. Dezember 1973  | Birmingham          | England            | Hippodrome                            |                |
| 19                  | 4. Dezember 1973  | Birmingham          | England            | Hippodrome                            |                |
| 20                  | 5. Dezember 1973  | Edinburgh           | Schottland         | Playhouse Theatre                     |                |
| 21                  | 6. Dezember 1973  | Glasgow             | Schottland         | Apollo Theatre                        |                |
| 22                  | 7. Dezember 1973  | Glasgow             | Schottland         | Apollo Theatre                        |                |
| 23                  | 8. Dezember 1973  | Newcastle upon Tyne | England            | City Hall                             |                |
| 24                  | 9. Dezember 1973  | Newcastle upon Tyne | England            | City Hall                             |                |
| 25                  | 10. Dezember 1973 | Edinburgh           | Schottland         | Empire Theatre                        |                |
| Leg 2 – Nordamerika |                   |                     |                    |                                       |                |
| 26                  | 7. Februar 1974   | Gainesville         | Vereinigte Staaten | UF White Sports Pavilion              |                |
| 27                  | 8. Februar 1974   | Miami               | Vereinigte Staaten | Miami Stadium                         |                |
| 28                  | 9. Februar 1974   | Tampa               | Vereinigte Staaten | Tampa Stadium                         |                |
| 29                  | 10. Februar 1974  | Columbia            | Vereinigte Staaten | Carolina Coliseum                     |                |
| 30                  | 11. Februar 1974  | Atlanta             | Vereinigte Staaten | Alexander Memorial Coliseum           |                |
| 31                  | 12. Februar 1974  | Roanoke             | Vereinigte Staaten | Civic Center                          |                |
| 32                  | 13. Februar 1974  | Baltimore           | Vereinigte Staaten | Civic Center                          |                |
| 33                  | 14. Februar 1974  | Uniondale           | Vereinigte Staaten | Nassau Veterans Memorial Coliseum     |                |
| 34                  | 15. Februar 1974  | New Haven           | Vereinigte Staaten | Veterans Memorial Coliseum            |                |
| 35                  | 16. Februar 1974  | Philadelphia        | Vereinigte Staaten | Spectrum                              | 2 shows        |
| 36                  | 16. Februar 1974  | Philadelphia        | Vereinigte Staaten | Spectrum                              | 2 shows        |
| 37                  | 18. Februar 1974  | New York City       | Vereinigte Staaten | Madison Square Garden                 |                |
| 38                  | 20. Februar 1974  | New York City       | Vereinigte Staaten | Madison Square Garden                 |                |
| 39                  | 21. Februar 1974  | Pittsburgh          | Vereinigte Staaten | Civic Arena                           |                |
| 40                  | 22. Februar 1974  | Toronto             | Kanada             | Maple Leaf Gardens                    |                |
| 41                  | 23. Februar 1974  | Binghamton          | Vereinigte Staaten | Broome County Veterans Memorial Arena |                |
| 42                  | 24. Februar 1974  | Ithaca              | Vereinigte Staaten | Barton Hall                           |                |
| 43                  | 25. Februar 1974  | Montréal            | Kanada             | Forum                                 |                |
| 44                  | 26. Februar 1974  | Boston              | Vereinigte Staaten | Boston Garden                         |                |
| 45                  | 27. Februar 1974  | Detroit             | Vereinigte Staaten | Cobo Hall                             |                |
| 46                  | 28. Februar 1974  | Detroit             | Vereinigte Staaten | Cobo Hall                             |                |
| 47                  | 1. März 1974      | Hershey             | Vereinigte Staaten | Hersheypark Arena                     |                |
| 48                  | 2. März 1974      | Louisville          | Vereinigte Staaten | Louisville Gardens                    |                |
| 49                  | 3. März 1974      | Cincinnati          | Vereinigte Staaten | Cincinnati Gardens                    |                |
| 50                  | 5. März 1974      | Bloomington         | Vereinigte Staaten | Metropolitan Sports Center            |                |
| 51                  | 6. März 1974      | Chicago             | Vereinigte Staaten | International Amphitheatre            |                |
| 52                  | 7. März 1974      | Chicago             | Vereinigte Staaten | International Amphitheatre            |                |
| 53                  | 8. März 1974      | St. Louis           | Vereinigte Staaten | Kiel Auditorium                       |                |
| 54                  | 9. März 1974      | St. Louis           | Vereinigte Staaten | Kiel Auditorium                       |                |
| 55                  | 10. März 1974     | Memphis             | Vereinigte Staaten | Cook Convention Center                |                |
| 56                  | 11. März 1974     | Oklahoma City       | Vereinigte Staaten | Fairgrounds Arena                     |                |
| 57                  | 12. März 1974     | Albuquerque         | Vereinigte Staaten | University Arena                      |                |
| 58                  | 13. März 1974     | Denver              | Vereinigte Staaten | Coliseum                              |                |
| 59                  | 15. März 1974     | San Francisco       | Vereinigte Staaten | Winterland Ballroom                   |                |
| 60                  | 16. März 1974     | San Francisco       | Vereinigte Staaten | Winterland Ballroom                   |                |
| 61                  | 17. März 1974     | Sacramento          | Vereinigte Staaten | Memorial Auditorium                   |                |
| 62                  | 18. März 1974     | Inglewood           | Vereinigte Staaten | The Forum                             |                |
| 63                  | 19. März 1974     | Long Beach          | Vereinigte Staaten | Long Beach Arena                      |                |
| 64                  | 20. März 1974     | Fresno              | Vereinigte Staaten | Selland Arena                         |                |
| 65                  | 21. März 1974     | San Diego           | Vereinigte Staaten | Sports Arena                          |                |
| 66                  | 23. März 1974     | San Antonio         | Vereinigte Staaten | Civic Center                          |                |
| 67                  | 24. März 1974     | Baton Rouge         | Vereinigte Staaten | LSU Assembly Center                   |                |
| 68                  | 25. März 1974     | Dallas              | Vereinigte Staaten | Convention Center                     |                |
| Leg 3 – Europa      |                   |                     |                    |                                       |                |
| 69                  | 11. April 1974    | Frankfurt am Main   | Deutschland        | Messehalle 1                          |                |
| 70                  | 13. April 1974    | München             | Deutschland        | Olympiahalle                          |                |
| 71                  | 14. April 1974    | Ludwigshafen        | Deutschland        | Friedrich-Ebert-Halle                 |                |
| 72                  | 15. April 1974    | Sindelfingen        | Deutschland        | Messehalle                            |                |
| 73                  | 16. April 1974    | Dortmund            | Deutschland        | Westfalenhalle                        |                |
| 74                  | 17. April 1974    | Rotterdam           | Niederlande        | Sportpaleis Ahoy’                     |                |
| 75                  | 19. April 1974    | Paris               | Frankreich         | Palais des Sports                     |                |
| 76                  | 21. April 1974    | Zürich              | Schweiz            | Hallenstadion                         |                |
| 77                  | 23. April 1974    | Rom                 | Italien            | PalaEUR                               |                |

## Band
- Jon Anderson: Gesang, Gitarre, Percussion
- Steve Howe: Gitarre, Pedal-Steel-Gitarre, Hintergrundgesang
- Chris Squire: Bass, Kesselpauken, Hintergrundgesang
- Rick Wakeman: Keyboards
- Alan White: Schlagzeug, Percussion